# Carlos Hermosillo
Carlos Manuel Hermosillo Goytortúa (Cerro Azul, 24 de agosto de 1964) é um ex-futebolista e político mexicano que atuava como atacante. É o segundo maior artilheiro da história da Liga MX (primeira divisão mexicana), com 295 gols.

## Carreira em clubes
Em 18 anos como profissional, Hermosillo viveu sua melhor fase no Cruz Azul, clube que defendeu entre 1991 e 1998, tendo disputado 239 jogos e feito 168 gols. Teve ainda destacada passagem pelo América, onde atuou em 178 partidas e fez 81 gols. No final da carreira, vestiu também as camisas de Necaxa, Los Angeles Galaxy, Atlante e Chivas Guadalajara, onde se aposentou aos 36 anos.
A única experiência do atacante no futebol europeu foi no Standard de Liège (Bélgica), resumida a apenas 5 partidas e um gol, em 1990.

## Seleção Mexicana
El Grandote de Cerro Azul, como era apelidado, fez sua estreia pela Seleção Mexicana em outubro de 1984, num amistoso contra El Salvador, onde também fez o primeiro de seus 35 gols por El Tri. Esteve no elenco que disputou a Copa de 1986, porém não foi utilizado em nenhuma das 5 partidas pelo treinador Bora Milutinović.
Seguiu jogando pelo México até 1989, quando o Escândalo dos Cachirules rendeu uma pesada suspensão de 2 anos a todas as seleções (principal e de base). Com o final da punição, Hermosillo atuou na Copa Ouro da CONCACAF de 1991, onde o México ficou em terceiro lugar, e na Copa de 1994, atuou em 2 partidas (Irlanda e Itália).
As últimas competições internacionais disputadas por Hermosillo foram a Copa Rei Fahd de 1995 e a Copa América do mesmo ano. Seu 90º e último jogo por El Tri foi contra a Jamaica, pelas eliminatórias da Copa de 1998, a qual não foi convocado.

## Carreira política
Após integrar a equipe de transição do presidente eleito Felipe Calderón, Hermosillo foi nomeado diretor da Comissão Nacional de Educação Física e Esporte em dezembro de 2006, onde permaneceu até março de 2009, quando assumiu a presidência do Conselho Americano do Esporte. Deixou a CONADE para concorrer a deputado federal pelo Partido de Ação Nacional, representando o 16º distrito eleitoral do estado de Veracruz, mas não se elegeu.
Integrou ainda a Secretaria de Vinculação com a Sociedade e o comitê executivo do PAN até 2012.

## Títulos
América
- Campeonato Mexicano: 5 (1983–84, 1984–85, Prode-85, 1987–88 e 1988–89)
- Campeón de Campeones: 2 (1988 e 1989)
- Liga dos Campeões da CONCACAF: 1 (1987)

Cruz Azul
- Campeonato Mexicano: 1 (Torneio de Inverno de 1997)
- Copa México: 1 (1996–97)
- Liga dos Campeões da CONCACAF: 2 (1996 e 1997)

Los Angeles Galaxy
- MLS Supporters' Shield: 1 (1998)

Necaxa
- Campeonato Mexicano: 1 (Torneio de Inverno de 1998)

### Individuais
- Artilheiro do Campeonato Mexicano: 1993–94, 1994–95 e 1995–96
- Balón de Oro (Chuteira de Ouro): 1994–95
- Artilheiro da Liga dos Campeões da CONCACAF: 1996 e 1997
- Artilheiro da Copa México: 1996–97